# Polismán de Nápoles
Don Polismán de Nápoles es un libro de caballerías español obra del capitán Jerónimo de Contreras, quien también escribió la novela bizantina Selva de Aventuras y otras obras. Su título completo es Historia y libro primero del invencible y esforzado caballero don Polismán, hijo de Floriseo rey de Nápoles. 
La obra se conserva en la Biblioteca Nacional de España en un manuscrito (catalogado como Ms. 7839) concluido en Zaragoza el 15 de mayo de 1573 y no llegó a imprimirse. El autor dedicó su obra a Juan Francisco Cristóbal de Híjar y de Alagón (m. 1614), V° conde de Belchite. Tiene 165 capítulos. 
El libro fue iniciado por Contreras en Napóles durante su residencia en esa ciudad, a solicitud del virrey Per Afán de Ribera y Portocarrero, primer duque de Alcalá, y en el libro es evidente el interés del autor en glorificar a los líderes de Nápoles y de alabar la importancia estratégica de esa ciudad.
La acción de la obra se inicia relatando que "En tiempos antiguos, quinientos años poco más o menos después qu'el Saluador del mundo nuestro Redentor Jesuchristo resucitó de la muerte con glorioso triunfo, a esta sazón reynaua en la ciudad Partinopea, que agora se llama Nápoles, y en todas sus provincias, vn rey llamado Talamino." El protagonista del libro, don Polismán, es un descendiente de las familias reales de Castilla y Aragón, y sus ideales acerca de la caballería y del amor reflejan los expresados en Las sergas de Esplandián con respecto a la caballería cristiana y el matrimonio, así como el pensamiento del emperador Carlos V con respecto a una cruzada contra los musulmanes y la búsqueda del restablecimiento de la paz por medio del Imperio.
Al igual que en el idilio entre Esplandián y la princesa Leonorina de Constantinopla, y al contrario de lo que ocurre en el Amadís de Gaula y muchos otros libros de caballerías, la relación entre Polismán y su amada la princesa Lucidora se mantiene en términos estrictamente platónicos hasta su matrimonio. En el último capítulo de la obra se indica que Polismán y Lucidora tuvieron un hijo llamado don Lucidoro. El párrafo final dice "Otros hijos y hijas tuvieron los otros príncipes y valerosos caballeros casados, que aquí no se nombran, hasta que la segunda parte desta historia salga a la luz. Donde se entenderán los grandes hechos que hizo don Lucidoro y sus dulces amores, y todo para honra y alabanza de Dios."
Aunque la obra no ha sido publicada, en 1979 fue objeto de un pormenorizado estudio por Magdalena Mora-Mallo como tesis de doctorado en Filosofía en la Universidad de Carolina del Norte en Chapel Hill.
En algunos estudios se ha confundido esta obra con el libro de caballerías italiano Polismán, publicado por primera vez en Venecia en 1572 y reimpreso en varias oportunidades con el título de Historia del valoroso cauallier Polisman nella quale, oltre alla sua origine, vita, & imprese, si contengono anco diuersi auuenimenti de viaggi, tornei, maricaggi, bataglie da mare & da terra, & infiniti generosi fatti, di altri nobilissimi cauallieri. Aunque el libro, según el tópico de la falsa traducción, se dice traducido del español, es una obra original del español residente en Italia Juan de Miranda (Giovanni Miranda) y solamente coincide con la obra de Contreras en el nombre del protagonista.